# 楊崇本 (中華民國)
楊崇本（1927年12月4日—2019年6月25日 ），號道生，山東濟南人，陸軍軍官學校畢業，13歲就參與鐵血抗日青年團，在軍中服務41個年頭，官拜少將。楊崇本服役期間曾歷練排長、連長、營長、團輔導長、政戰處長及播音總隊長、航發中心政戰部主任等職。

## 生平
楊崇本，民國16年12月4日生，中學時就讀於山東省立濟南中學，當時正值抗日戰爭期間，全國同胞皆有焦土抗戰的決心，並確信抗戰必勝建國必成。楊崇本雖在淪陷區也不例外，於民國32年高中畢業後即經其父同意及親友協助下由淪陷區輾轉到達四川成都報考中央陸軍軍官學校20期，民國35年12月於陸軍軍官學校畢業。來臺後，民國42年4月畢業於政治作戰幹部學校研究班第1期，民國54年10月獲政工幹部學校法學學士學位，民國70年1月在美國國防大學三軍工業學院國家安全班畢業。
服役期間曾歷練排、連長、營、團輔導長及政戰處長、播音總隊總隊長、航發中心政戰部主任等職。並獲頒勳獎章計25座。
卸任總臺長後，楊崇本奉派空軍航空發展中心政治作戰部主任，任內晉升少將，再擔任國家安全局督察室督察及國防部軍事情報局督察室主任等職，於民國七十七年退役。
於民國77年1月1日以空軍少將退役。
杨崇本将军于2019年6月25日于台北荣总新竹分院病逝。

## 越南军援
楊崇本因任務需要，於民國五十七年七月被選派前往越南，先後擔任越南軍援團政訓組中校組員、綜合組組長及參謀組上校組長兼越南空軍首席政戰顧問。期間主要任務包括協助越南空軍加強政治作戰制度推行、協助訓練政戰幹部及心戰文宣人員等工作。他認為，奉派越南是一項榮譽，雖身在異國，仍心繫臺灣，自許務必盡心盡力，協助越南空軍建立完善的政戰制度。楊崇本於五十九年七月奉命結束任務返臺，因功在越南，獲越南政府頒贈空軍「軍力勳章」乙座。

## 播音总队长
楊崇本從越南返國後，適逢播音總隊長職務出缺，因他的經歷兼具政戰及通訊專長，當時的服務單位國防部統一通信指揮部，推薦他為總隊長職務候選人，最後從三位候選人中脫穎而出獲遴派，接任國防部第七任軍中播音總隊長職務，任期自民國六十四年八月至六十七年十月共三年餘。
楊崇本帶領電臺團隊，胼手胝足，完成多項任務，其中一項重要成果，就是動員電臺各業務部門主管及全體工作同仁，投入調頻廣播系統工程，陸續完成全臺多個調頻電臺轉播站的設立，包括跨越中央山脈，使漢聲廣播電臺在全臺的收訊，由調幅進入調頻新紀元，大幅提升軍中廣播節目的收訊品質及影響力。
當時花東地區因中央山脈地形阻隔，無法同步收聽軍中聯播調頻節目，楊崇本與工作團隊逐一驗證各種設想，找出克服技術困難的方法後，親自拜訪時任海軍總部政戰部主任的鄭本基中將，並獲同意在海軍宜蘭南澳山區的烏石鼻雷達站，設置調頻訊號轉播的中繼站。在鄭中將及海軍雷達大隊大隊長溫懷鄰的協助下，終於完成設置調頻訊號中繼轉播站。
民國一○六年，漢聲廣播電臺成立七十五周年，楊崇本因功績卓著受邀參加，並接受「點亮心燈」節目的專訪；今（一○七）年再獲得輔導會「榮民楷模」表揚。

## 护旗行动
楊崇本擔任軍中播音總隊長時，還有件為人津津樂道的事蹟。民國六十三年，因全臺多個電臺轉播站陸續設立，許多播音及轉播設備向美國採購，楊崇本接獲美國廣播協會邀請函，邀請他前往美國內華達州拉斯維加斯市，參加美國廣播協會第五十六屆年會。抵達會場時，竟發現大會廣場升旗臺及會議廳，均懸掛中共五星旗。
他本著擁護、尊重國旗乃革命軍人應有的行動與責任，立即與同行的中國廣播公司副總經理張宗棟等人，研擬護衛國旗到場並懸掛的行動，並與大會交涉。接著聯繫在美友人護送國旗至會場，一行人再將國旗護衛至升旗臺，以備置堆高機撤下中共五星旗，掛上我國國旗，讓青天白日滿地紅與其他參與國旗幟，共同在會場飄揚。
楊崇本這次的護旗行動，讓他獲頒飛虎二星徽懋績甲種一等獎章表揚。他憶及此事，仍很謙遜的表示：「這沒有什麼，我只是做了應該做的事情。」在中美關係震盪劇烈的那個年代，他的護旗行動，益發激起國人的愛國精神。

## 延伸阅读
[在维基数据编辑]